# Міямото Мусасі (фільм, 1944)
«Міямото Мусасі» (яп. 宮本武蔵, Miyamoto Musashi) — японський фільм 1944 року, поставлений режисером Кендзі Мідзогуті за романом Кана Кікуті з Чодзюро Каварасакі та Кінуйо Танакою в головних ролях. Фільм заснований на житті легендарного героя і святого Міямото Мусасі, що послужив джерелом натхнення для безлічі фільмів в усі періоди історії японського кінематографа.

## Сюжет
Дія фільму розгортається у XVI столітті. Юний Генітіро Нономія і його сестра Сінобу приходять до знаменитого дуелянта Мусасі Міямото, зануреного в роботу над статуєю Будди, та благають його викласти їм бойову науку, щоб вони могли помститися за смерть батька. Перш ніж задовольнити їхнє прохання, Міямото повинен перемогти клан, що кинув йому виклик. Молоді люди ні на хвилину не сумніваються в його перемозі. Він справді здобуває перемогу над ворогами, після чого Генітіро і його сестра знову звертаються до нього з проханням. І тут він заявляє їм, ледве стримуючи гнів, що бойові мистецтва створені не для помсти або досягнення якихось матеріальних цілей. Вони є шляхом духовного вчення, що веде людину до істини та справжньої справедливості. Проте він погоджується взяти їх учнями.
Через деякий час Генітіро, який ще не має достатнього досвіду у бойовій майстерності, гине від рук Кодзіро Сасакі, іншого знаменитого дуелянта, найнятого братами Самото — самураями, винними у вбивстві батька молодих людей. Генітіро вбивають на очах у сестри, і Сасакі наполегливо просить її передати Міямото, що вбивство здійснене саме ним. Дівчина цілу ніч чекає, поки Міямото закінчить малювати («Малювання і скульптура, — говорить він їй, — схожі на бойові мистецтва»), щоб розповісти йому про те, що сталося. Самолюбність Міямото уражена; тепер він вважає, що поєдинок з Сасакі — остання можливість довести свою перевагу у володінні мечем, і думає лише про одне: як би зійтися з ворогом в дуелі за всіма правилами. Він нівечить братів Самото, що напали на нього в будинку. Сінобу може добити їх, але залишає їм життя. Починається дуель: Міямото бере верх і вбиває супротивника. Відкинувши боязку пропозицію руки й серця від Сінобу, він заявляє їй, що присвятить залишок своїх днів вдосконаленню в доброчесності й майстерності. У його помислах вона назавжди залишиться його дружиною. Сінобу назавжди йде в монастир, щоб молитися за порятунок душ батька і брата.

## У ролях
| • Чодзюро Каварасакі | … | Мусасі Міямото   |
| • Кінуйо Танака      | … | Сінобу Нономія   |
| • Канемон Накамура   | … | Кодзіро Сасакі   |
| Кігоро Ікушима       | … | Генітіро Нономія |

## Про фільм
Французький історик кіно Жак Лурселль пише, що режисер фільму Кендзі Мідзогуті дуже несхвально відгукувався про фільми, зняті ним наприкінці війни й відразу ж після її закінчення. «Про цей конкретний фільм він говорив, що зняв його тільки для того, щоб уникнути служби в армії. Критики й історики кіно дуже необачно розділили його оцінку». Та, дарма що так, це «проста і щільна оповідь, що нагадує довгу новелу, сама по собі гідна уважного розгляду».
Лурселль також відмічає, що «візуальний ряд фільму прекрасний (Міямото змиває кров з меча біля підніжжя гори після перемоги над кланом, що кинув йому виклик). Завдяки майстерності в побудові кадру і своєму образотворчому генієві Мідзогуті вже вміє об'єднувати деяку величну урочистість і те відчуття трагічного поспіху, що характерно для його шедеврів 50-х рр.».